# 北海道道213号天人峡美瑛線
北海道道213号天人峡美瑛線（ほっかいどうどう213ごう てんにんきょうびえいせん）は、北海道上川郡美瑛町内を結ぶ一般道道（北海道道）である。

## 概要

### 路線データ
- 起点：北海道上川郡美瑛町字天人峡（天人峡温泉）
- 終点：北海道上川郡美瑛町花園2丁目（国道237号交点）
- 総延長：33.158 km
- 実延長：33.141 km
- 重用延長：0.017 km

### 道路管理者
- 上川総合振興局 旭川建設管理部 事業課

## 歴史
- 1954年（昭和29年）3月30日 - 79号松山美瑛線として路線認定[1]。
- 1994年（平成6年）10月1日 - 路線番号を213号に変更[2]。
- 1999年（平成11年）12月7日 - 路線名を天人峡美瑛線に変更[3]。

## 路線状況

### 重複区間
- 北海道道1160号旭川旭岳温泉線（美瑛町字忠別 - 東神楽町字志比内）
- 北海道道543号上宇莫別美瑛停車場線（美瑛町字下宇莫別 - 美瑛町本町1丁目）

### 道路施設

#### 主なトンネル
- 天人峡トンネル（309 m、美瑛町字天人峡）
- 羽衣トンネル（873 m、美瑛町字天人峡）
- エオルシトンネル（440.3 m、美瑛町字忠別 - 東神楽町字志比内）

#### 主な橋梁
- 天人橋（243 m、忠別川、美瑛町字天人峡 - 東川町松山温泉 - 美瑛町字天人峡）
- 岩山橋（80 m、－、美瑛町字忠別）
- 忠別大橋（160 m、忠別湖、美瑛町字忠別）
- 眺湖橋（94 m、忠別湖、美瑛町字忠別）
- 幸橋（44 m、辺別川、美瑛町字朗根内 - 美瑛町字横牛）
- 横牛橋（94 m、辺別川、美瑛町字横牛 - 旭川市西神楽1線）
- 美神橋（70 m、辺別川、旭川市西神楽1線 - 美瑛町字赤羽）

#### 道の駅
- 道の駅びえい「丘のくら」

## 地理

### 通過する自治体
- 上川総合振興局
  - 上川郡美瑛町
  - 上川郡東川町
  - 上川郡東神楽町
  - 旭川市

### 交差する道路
美瑛町
- 北海道道1160号旭川旭岳温泉線 - 字忠別（重複）

東神楽町
- 北海道道1160号旭川旭岳温泉線 - 字志比内（重複）

美瑛町
- 北海道道1116号富良野上川線 - 字忠別
- 北海道道543号上宇莫別美瑛停車場線
- 北海道道966号十勝岳温泉美瑛線 - 旭町1丁目
- 国道237号 - 花園2丁目（終点）

### 沿線にある施設など
東川町
- 天人峡温泉 御やどしきしま荘

東神楽町
- 東神楽町立志比内小学校

美瑛町
- 忠別ダム、忠別湖
- 美瑛町立明徳中学校
- 朗根内郵便局
- JR北海道 富良野線 北美瑛駅
- 北海道美瑛高等学校
- 旭川信用金庫美瑛支店
- JR北海道 富良野線 美瑛駅
- 北海道銀行美瑛支店
- 美瑛町立美瑛小学校